# Turpinia pentandra
Turpinia pentandra är en pimpernötsväxtart som först beskrevs av Schlechter, och fick sitt nu gällande namn av Van der Linden. Turpinia pentandra ingår i släktet Turpinia och familjen pimpernötsväxter. Inga underarter finns listade i Catalogue of Life.